# Spokane Falls

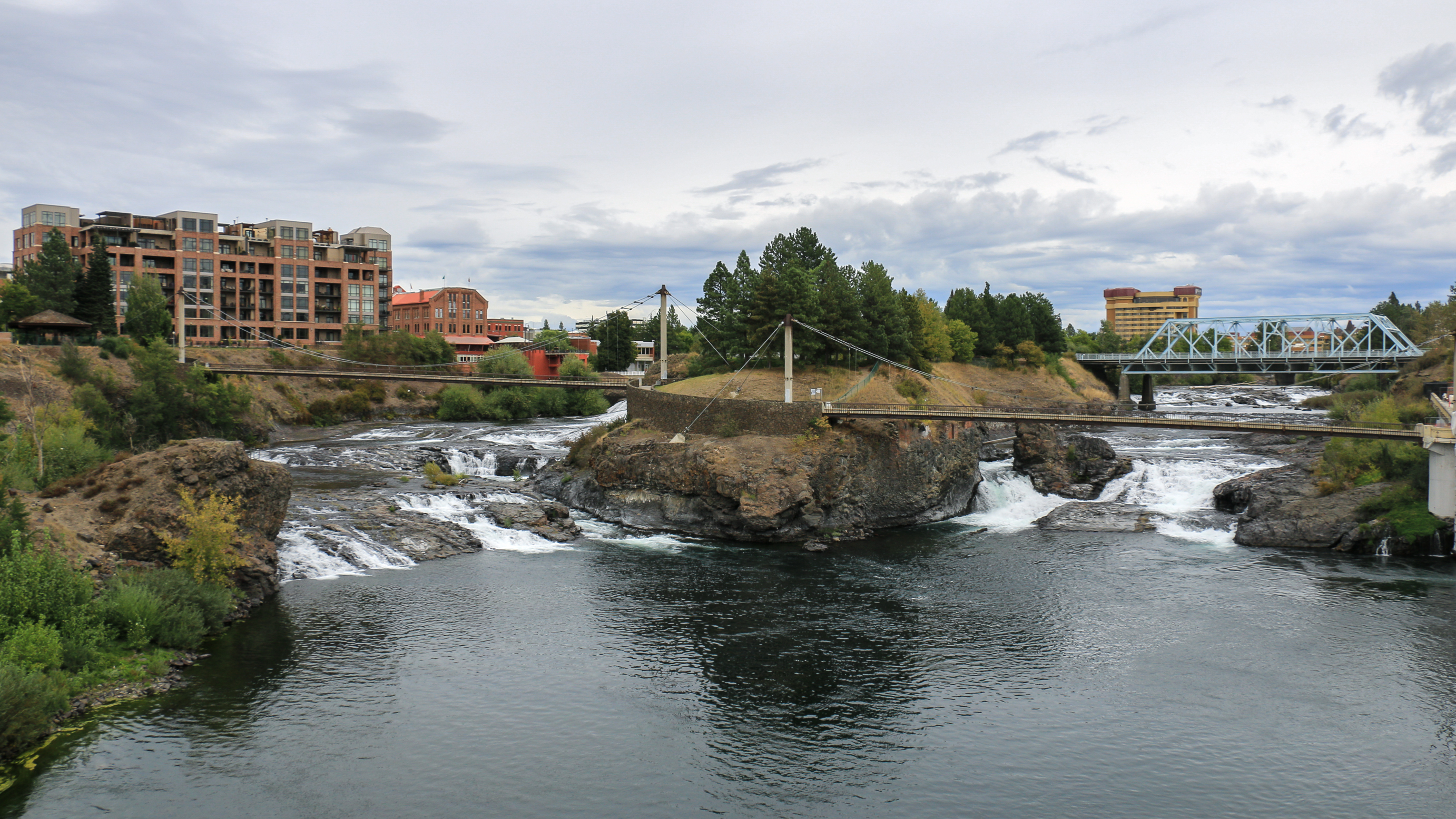
Die Upper Spokane Falls (2013)

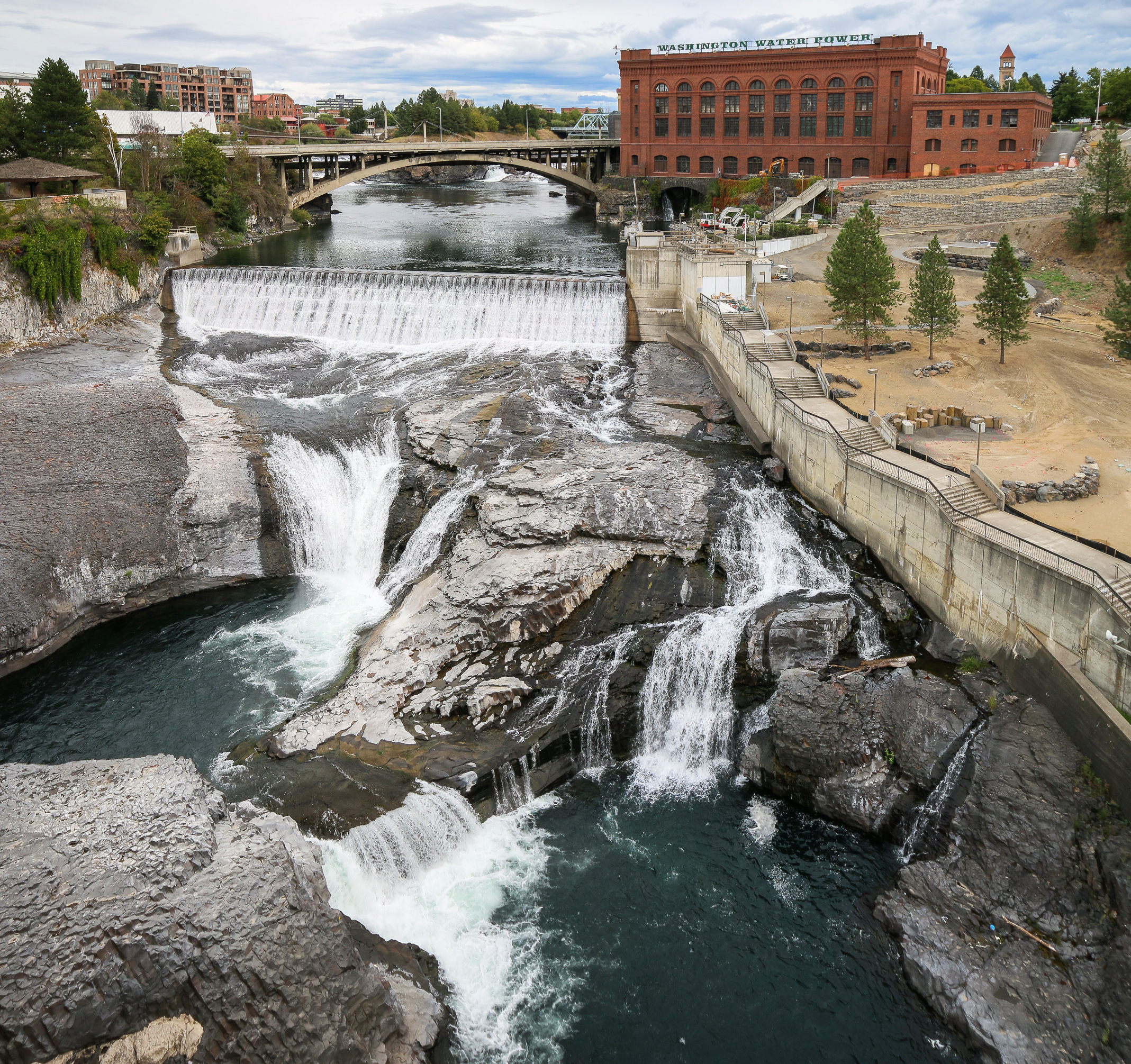
Der Monroe Street Dam und die Lower Spokane Falls (2013)

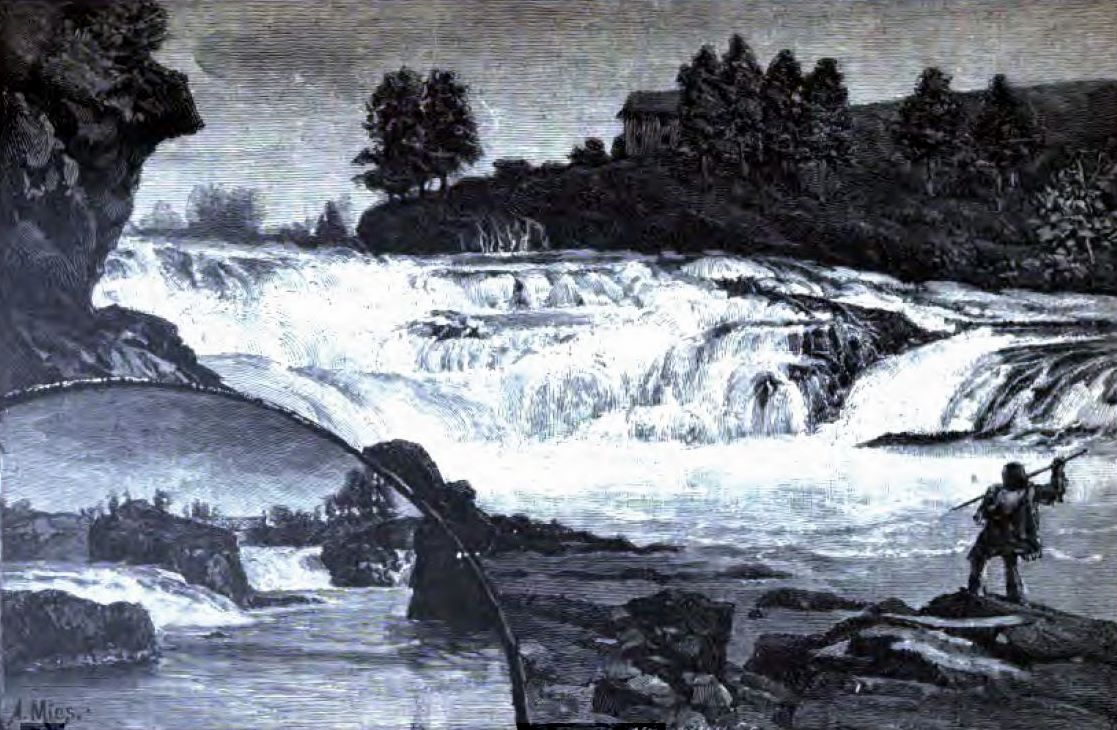
Die Spokane Falls (ca. 1888)

Spokane Falls ist der Name von Wasserfällen und Staudämmen am Spokane River, die in der Innenstadt von Spokane im US-Bundesstaat Washington liegen. Die Stadt Spokane wurde ursprünglich gleichfalls „Spokane Falls“ genannt.

## Geschichte
Der indianische Name für die Spokane Falls war „Stluputqu“, was „flinkes Wasser“ bedeutet. An den Fällen lag einst ein großes Dorf der Spokane.

## Merkmale
Die Fälle bestehen aus einem oberen und einem unteren Fall. Die Upper Falls sind auch der Lageort des Upper Falls Dam, eines 1920 gebauten Abschlagsbauwerks, welches das Wasser aus einem südlichen Arm des Spokane River über einen Kanal in diesen zurückleitet. Das Wasserkraftwerk Upper Falls Power Plant nutzt eine Francis-Turbine mit einer Leistung von 10 MW. Ein weiterer Damm leitet das Wasser weiter östlich in den nördlichen Arm. An den Lower Falls gibt es ein zweites Abschlagsbauwerk, den Monroe Street Dam. Fertiggestellt 1890, war er der erste am Spokane River gebaute Staudamm und ist heute das am längsten betriebene Wasserkraftwerk in Washington. Seine Kaplan-Turbine hat eine Leistung von 14,82 MW.

## Management
Die Staudämme und Kraftwerke werden vom Energieversorgungsunternehmen Avista betrieben.